# Woodcliff Lake
Woodcliff Lake é um distrito localizado no estado americano de Nova Jérsei, no Condado de Bergen.

## Demografia
Segundo o censo americano de 2000, a sua população era de 5745 habitantes.
Em 2006, foi estimada uma população de 5953, um aumento de 208 (3.6%).

## Geografia
De acordo com o United States Census Bureau tem uma área de
9,1 km², dos quais 8,6 km² cobertos por terra e 0,5 km² cobertos por água.

## Localidades na vizinhança
O diagrama seguinte representa as localidades num raio de 4 km ao redor de Woodcliff Lake.